# Special Olympics Neuseeland
Special Olympics Neuseeland (englisch: Special Olympics New Zealand) ist der neuseeländische Verband von Special Olympics International, der weltweit größten Sportbewegung für Menschen mit geistiger Beeinträchtigung und Mehrfachbeeinträchtigung. Ziel ist die sportliche Förderung dieser Personengruppe und die Sensibilisierung der Gesellschaft für sie. Außerdem betreut der Verband die neuseeländischen Athletinnen und Athleten bei den Special Olympics Wettbewerben.

## Geschichte
Special Olympics Neuseeland wurde 1983 mit Sitz in Wellington gegründet.

## Aktivitäten
2018 waren 5.320 Athletinnen, Athleten und Unified Partner sowie 1.028 Trainer bei Special Olympics Neuseeland registriert.
Der Verband nahm 2018 am Programm Athlete Leadership teil, das von Special Olympics International ins Leben gerufen worden waren.

### Sportarten
Folgende Sportarten wurden 2018 vom Verband angeboten:
- Basketball (Special Olympics)
- Boccia (Special Olympics)
- Bowling (Special Olympics)
- Fußball (Special Olympics)
- Golf (Special Olympics)
- Indoor Bowls
- Kraftdreikampf (Special Olympics)
- Leichtathletik (Special Olympics)
- Reiten (Special Olympics)
- Ski Alpin (Special Olympics)
- Schwimmen (Special Olympics)
- Snowboard (Special Olympics)
- Tischtennis (Special Olympics)

### Teilnahme an Weltspielen vor 2020
(Quelle: )
- 1983 Special Olympics World Summer Games, Louisiana (6 Athletinnen und Athleten)
- 1987 Special Olympics World Summer Games, Indiana (30 Athletinnen und Athleten)
- 1991 Special Olympics World Summer Games, Minnesota (41 Athletinnen und Athleten)
- 1993 Special Olympics World Winter Games, Salzburg (3 Athletinnen und Athleten)
- 1995 Special Olympics World Summer Games, Connecticut (58 Athletinnen und Athleten)
- 1997 Special Olympics World Winter Games, Toronto (5 Athletinnen und Athleten)
- 1999 Special Olympics World Summer Games, North Carolina (57 Athletinnen und Athleten)
- 2001 Special Olympics World Winter Games, Alaska (3 Athletinnen und Athleten)
- 2003 Special Olympics World Summer Games, Dublin (40 Athletinnen und Athleten)
- 2005 Special Olympics World Winter Games, Nagano (6 Athletinnen und Athleten)
- 2007 Special Olympics World Summer Games, Shanghai, China (50 Athletinnen und Athleten)

- 2009 Special Olympics World Winter Games, Boise, USA (17 Athletinnen und Athleten)
- 2013 Special Olympics World Winter Games, PyeongChang, Südkorea (10 Athletinnen und Athleten)
- 2015 Special Olympics World Summer Games, Los Angeles, USA (34 Athletinnen und Athleten)
- 2019 Special Olympics, World Summer Games, Abu Dhabi (43 Athletinnen und Athleten)[3]

### Teilnahme an den Special Olympics World Summer Games 2023 in Berlin
Special Olympics Neuseeland nahm an den Special Olympics World Summer Games 2023 teil. Die Delegation wurde vor den Spielen im Rahmen des Host Town Program vom Landkreis München mit der Stadt Garching und den Gemeinden Ismaning und Unterföhring betreut. Die Namen der 40 Athletinnen und Athleten wurden im Oktober 2022 bekanntgegeben. Die Delegation bestand insgesamt aus 63 Personen. Das Team gewann bei diesen Weltspielen 5 Gold-, 17 Silber- und 12 Bronzemedaillen.

### Teilnahme an Weltspielen nach 2023
- 2025 Special Olympics World Winter Games, Turin, Italien (10 Athletinnen und Athleten)[8]